# Trey Hill
Deontrey N. Hill (Warner Robins, Georgia, 23 de enero de 2000) más conocido como Trey Hill, es un jugador profesional estadounidense de fútbol americano que se desempeña en la posición de center en Cincinnati Bengals, equipo de la National Football League (NFL).

## Carrera
Fue seleccionado en la sexta ronda en la Reunión Anual de Selección de Jugadores de la NFL de 2021. Hizo su debut profesional con el equipo Cincinnati Bengals, donde lleva jugando tres temporadas.